# Brandenberg
Brandenberg é um município da Áustria, situado no distrito de Kufstein, no estado do Tirol. Tem 130,02 km² de área e sua população em 2019 foi estimada em 1.520 habitantes.